# Рацьонж (Куявсько-Поморське воєводство)
Рацьонж (пол. Raciąż, нім. Reetz) — село в Польщі, у гміні Тухоля Тухольського повіту Куявсько-Поморського воєводства.
Населення — 1052 особи (2011).
У 1975-1998 роках село належало до Бидгощського воєводства.

## Демографія
Демографічна структура станом на 31 березня 2011 року:
|          | Загалом | Допрацездатний вік | Працездатний вік | Постпрацездатний вік |
| -------- | ------- | ------------------ | ---------------- | -------------------- |
| Чоловіки | 535     | 101                | 378              | 56                   |
| Жінки    | 517     | 113                | 311              | 93                   |
| Разом    | 1052    | 214                | 689              | 149                  |